# Jean-Macé
Pour les articles homonymes, voir Jean Macé (homonymie).
Jean-Macé est un micro-quartier de la ville de Nantes, en France, compris dans le quartier Bellevue - Chantenay - Sainte-Anne.

## Généralités
À des fins statistiques, l'INSEE subdivise les communes de plus de 10 000 habitants en IRIS, constituant des « micro quartiers », composés d'un ensemble d'îlots contigus et homogènes, regroupant 2 000 habitants ou plus. Dans le cas de Nantes, les 11 quartiers sont ainsi subdivisés en 97 micro-quartiers,. Jean-Macé est l'un de ces micro-quartiers ; il fait partie du quartier Bellevue - Chantenay - Sainte-Anne.
Le quartier Jean Macé est limitrophe des micro-quartiers Mairie de Chantenay au nord, Salorges-Sainte-Anne à l'est, Cheviré-Zone portuaire au sud, et Boucardière-Mallève à l'ouest. En partant du nord, dans le sens des aiguilles d'une montre, il est délimité par les rues Maurice-Terrien, Joseph-Naud, des Charmilles, Philippe-de-Cabrol, Fontaine-des-Baronnies, le boulevard de Cardiff, les rues Chevreuil, de la Croix et des Pavillons.
Il s'agit d'un secteur essentiellement résidentiel, implanté sur le sillon de Bretagne, juste au-dessus de la Loire. Il tire son nom de la place Jean-Macé, situé à peu-près en son centre.

## Historique
Le quartier fait historiquement partie de l'ancienne commune de Chantenay-sur-Loire, annexée par Nantes en 1908.
Au XXIe siècle, le quartier est totalement urbanisé.

## Points d'intérêts
Parmi les points d'intérêts du quartier :
- le parc des Oblates
- l'église Saint-Martin de Chantenay